# ألفيس ليونيديس
ألفيس ليونيديس محرك طائرة شعاعي بريطاني، صُنع في عام 1936 بواسطة شركة ألفيس للهندسة والسيارات. تكون المحرك من 9 أسطوانات وبُرد بالهواء.

## التصميم والتطوير
تولى جورج توماس سميث كلارك قيادة فريق تطوير المحرك ذو التسعة أسطوانات. عُرف النموذج المبدئي للمحرك باسم 9 ايه أر اس، وبلغ وزنه 693 رطلاً وأنتج قدرة 450 حصاناً، وعمل لأول مرة في ديسمبر 1936.
أعطت شركة آيرسبيد المحدودة طيار الاختبار الخاص بها جورج إرينغتون وطائرته بريستول بولدوق لشركة ألفيس للقيام برحلات اختبارية. استمر تطوير المحرك بوتيرة منخفضة أثناء الحرب العالمية الثانية بعد اختباره في طائرة ايرسبيد أوكسفورد وطائرة ايرسبيد كونسول.
كانت شركة ألفيس جاهزة لتسويق محركها في عام 1947، فعرضت الفئة 500 (502 و503 والفئات الفرعية) للطائرات والفئة 520 للمروحيات. كانت معظم محركات المروحيات تُقاد مباشرة بدون استخدام تروس تخفيض، وتستخدم قابض طارد مركزي.

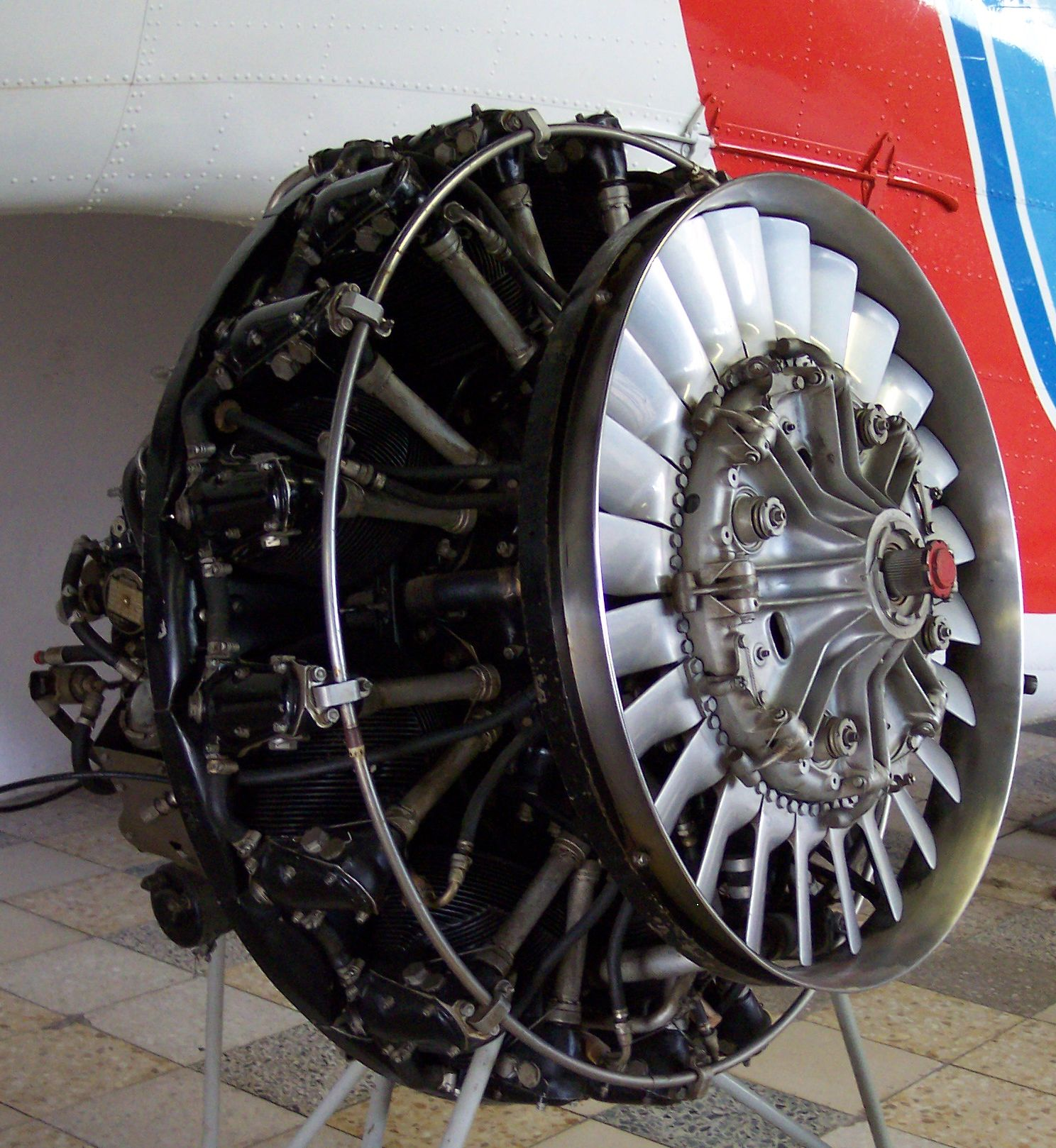
محرك ليونيديس 173 خاص بطائرة بريستول سيكامور.

كان أول استخدام للمحرك في طائرة برسيفال برنس التي حلقت في يوليو 1948، ومروحية سيكورسكاي اس-511 ومروحية ويستلاند دبليو اس-51 دراقون  فلاي.
ازداد شوط المحرك إلى 4.8 بوصة بداية من عام 1959 للطراز 530 الذي بلغت قدرته 640 حصاناً. كان هذا المحرك آخر محرك طائرة مكبسي بريطاني عالي القدرة تم إنتاجه، وتوقف الإنتاج في عام 1966.

## التطبيقات

### الطائرات المنتجة بالمحرك
- بريستول سيكامور: استخدمت الطراز  إم كيه 173 الذي بلغت قدرته 550 حصاناً (410 كيلو وات).
- برسيفال بي 66 إن تي/برنس: استخدمت الطرازات  503/7 ايه وإم كيه 128 01\2. بلغت قدرتهم  540 و560 حصاناً.
- برسيفال بروفوست: استخدمت الطراز  126 الذي بلغت قدرته 550 حصاناً (410 كيلو وات).
- رائدة الطيران الأسكتلندي: استخدمت الطراز  503/7 ايه والطراز 514\8. بلغت قدرتهما على الترتيب 540 و560 حصاناً.
- رائدة الطيران الأسكتلندي المزدوجة سي سي 1: استخدمت الطراز  8/514. بلغت القدرة 550 حصاناً.
- رائدة الطيران الأسكتلندي المزدوجة سي سي 2: استخدمت الطراز 8/531 وإم كيه 138. بلغت القدرة 640 حصاناً.
- ويستلاند دراقون فلاي: استخدم الطراز  1/521 الذي بلغت قدرته 520 حصاناً (388 كيلو وات).
- ويستلاند ويدجيون: استخدم الطراز  1/521 الذي بلغت قدرته 520 حصاناً (388 كيلو وات).

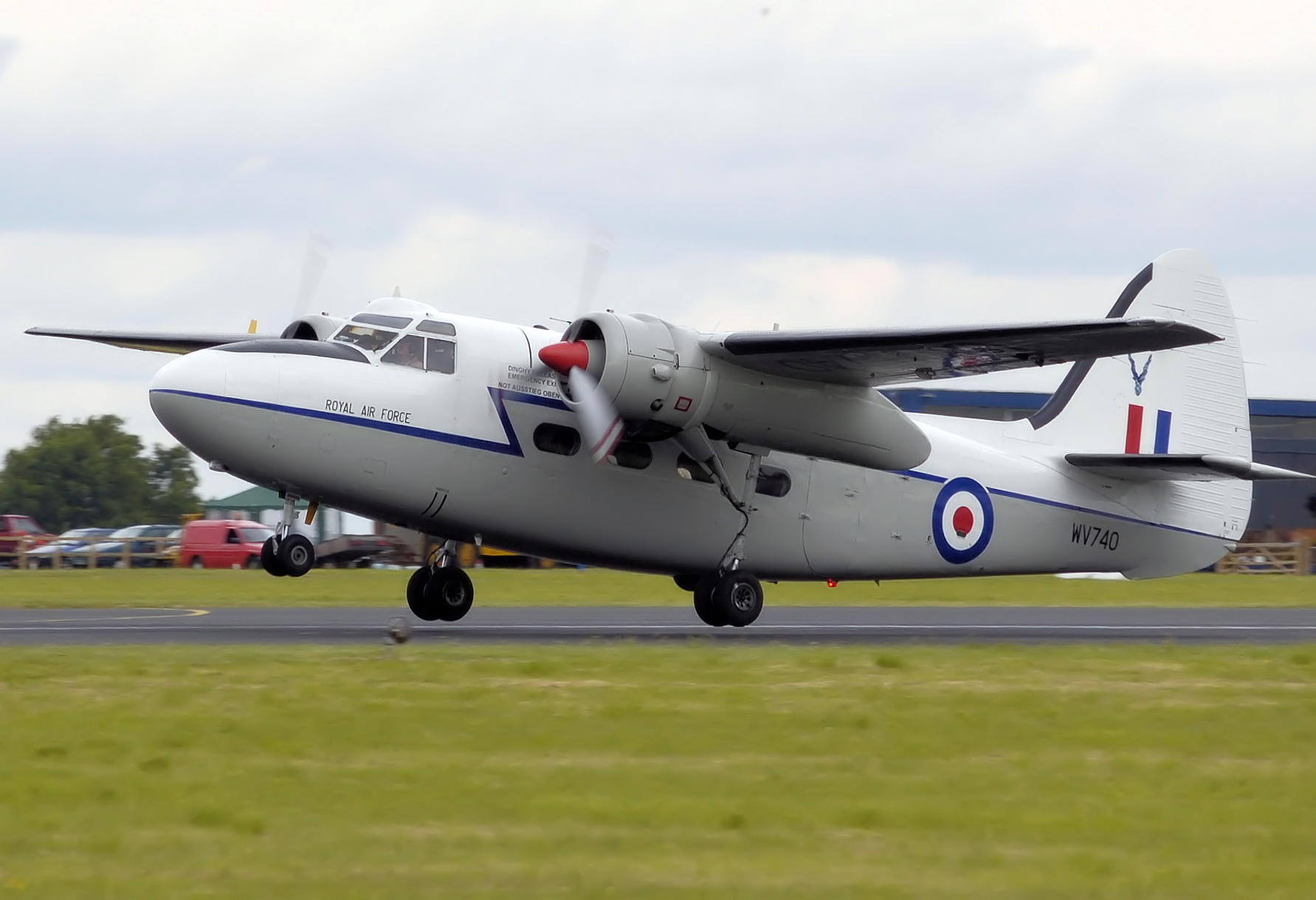
بريستول بيمبروك

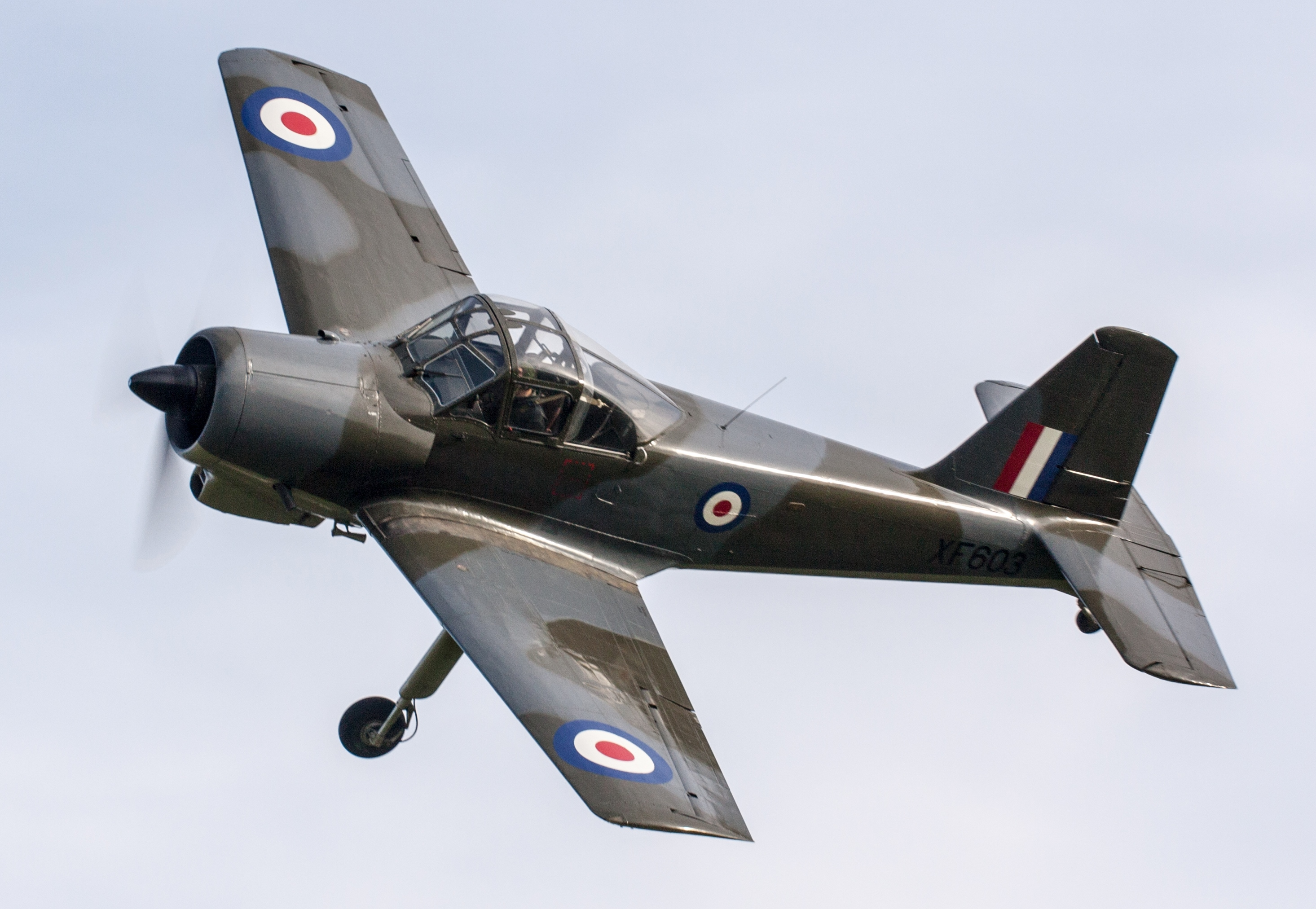
بريستول بروفوست

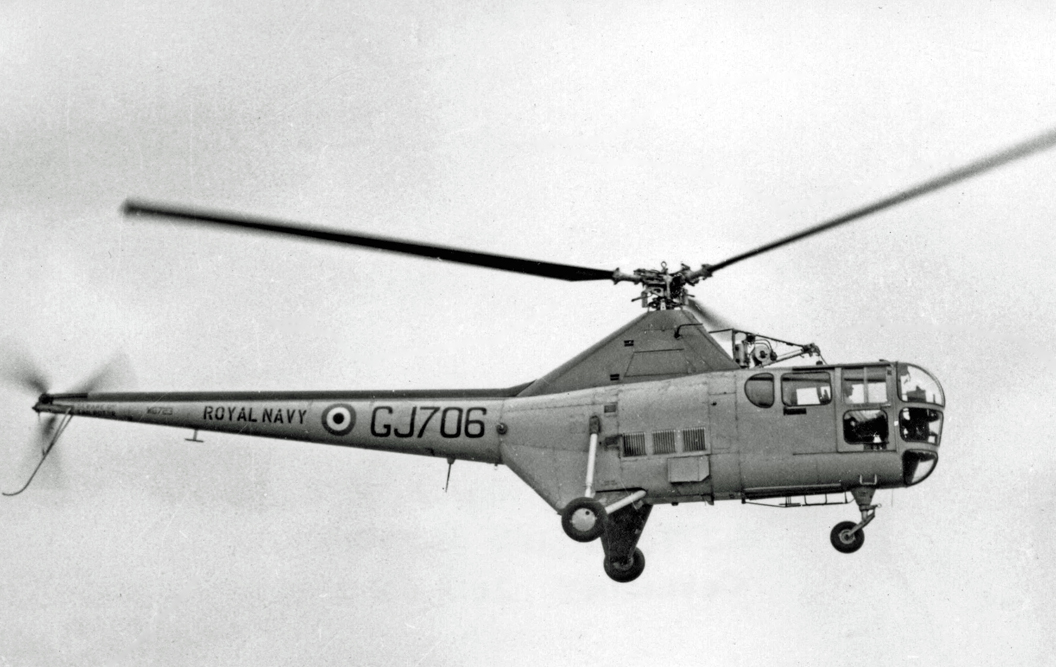
ويستلاند دراقون فلاي

### الطائرات المحولة لاستخدام المحرك
- هاركر ليو كات: استخدم محرك واحدد بلغت قدرته 560 حصاناً (418 كيلو وات).
- سيرفر آيرو ليو كات: استخدم محرك واحد بلغت قدرته 560 حصاناً (418 كيلو وات).

### النماذج الأولية
- أوغستا ايه زد 8 إل: استخدم 4 محركات طراز 2/503.
- دي هافيلاند كندا دي إتش سي-2 بيفر إم كيه 2: استخدمت الطراز 4/502 الذي بلغت قدرته 520 حصاناً.
- فيري قيرودين: استخدمت طراز بلغت قدرته 525 حصاناً.
- فيري جت قيرودين: استخدمت طراز بلغت قدرته 525 حصاناً لتشغيل ضاغط الهواء والمراوح الدافعة.
- هاندلي بيج إتش بي أر 2 (الطراز دبليو أي 505 فقط): استخدمت الطراز 4/502 الذي بلغت قدرته 550 حصاناً.
- الحوامة اس أر إن 1: أول حوامة تستخدم المحرك.

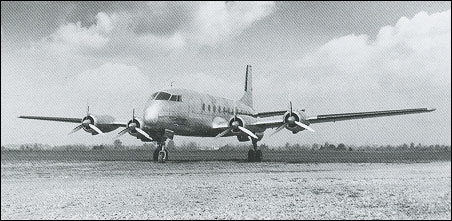
أغوستا ايه زد 8 إل
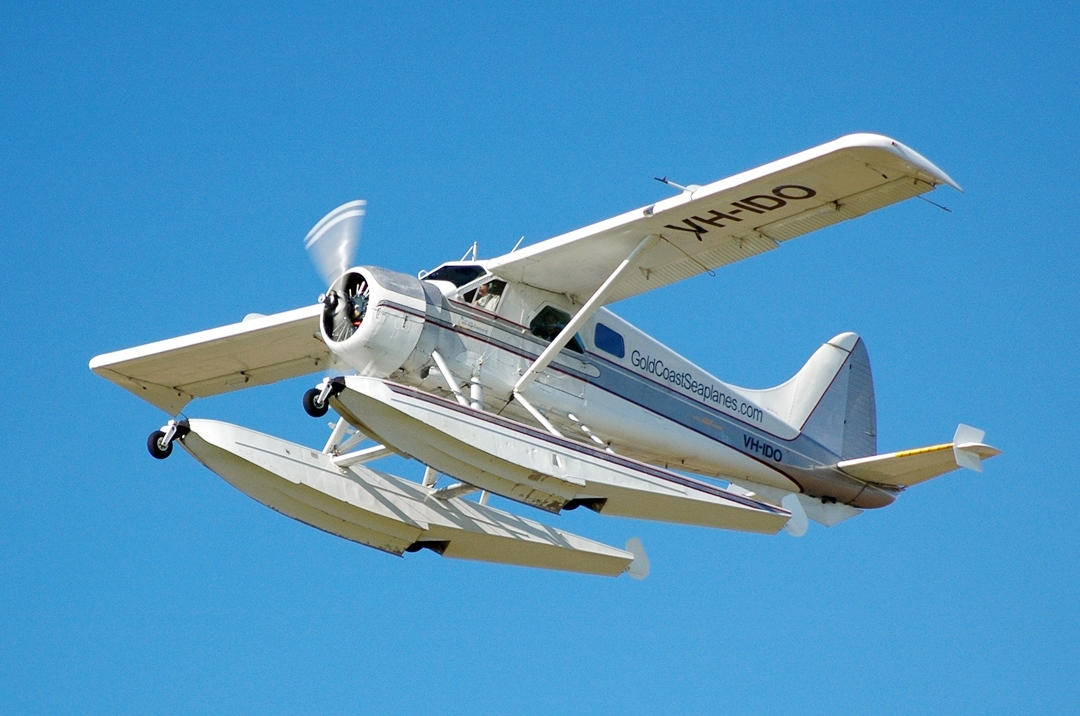
دي هافيلاند كندا دي إتش سي-2 بيفر إم كيه 2
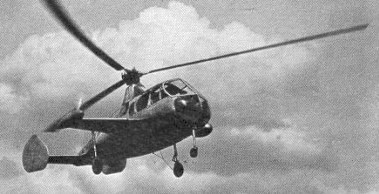
فيري قيرودين
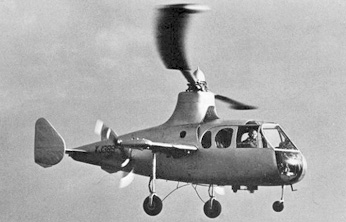
فيري جت قيرودين
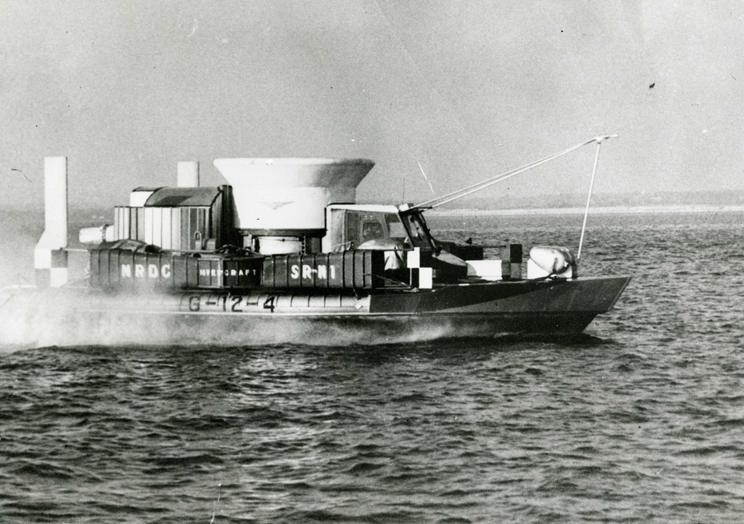
اس أر إن 1

## المحركات المتبقية
- يوجد محرك ليونيديس 126 يشغل طائرة برسيفال بروفوست المملوكة لمتحف شاتلورث كولكشن الموجود في أولد واردنن بدفوردشير. هذه الطائرة صالحة للطيران اعتباراً من عام 2017، وتشارك في العروض الجوية الموسمية.[2]
- كانت طائرة غلوستر غونتليت الوحيدة المتبقية في العالم تُشغل بمحرك بريستول ميركيري 6، لكنها تعمل الآن بمحرك ليونيديس 503.
- يُشغل محرك ليونيدس طائرة برسيفال بيمبروك الخاصة، وكانت صالحة للطيران في عام 2010.[3]
- تُشغل طائرتان من نوع رائدة الطيران الأسكتلندي المزدوجة في أستراليا بمحرك ليونيديس.

## محركات معروضة
تُعرض للعامة محركات ليونيديس محفوظة في المتاحف التالية:
- متحف الذراع الجوي
- متحف جاتويك للطيران
- متحف ميدلاند الجوي
- متحف العلوم والصناعة (مانشستر)
- متحف سلاح الجو الملكي كوسفورد
- شاتلورث كولكشن
- متحف المروحيات (ويستون)
- مركز تراث الطيران كرانويل
- سولنت سكاي

## المواصفات

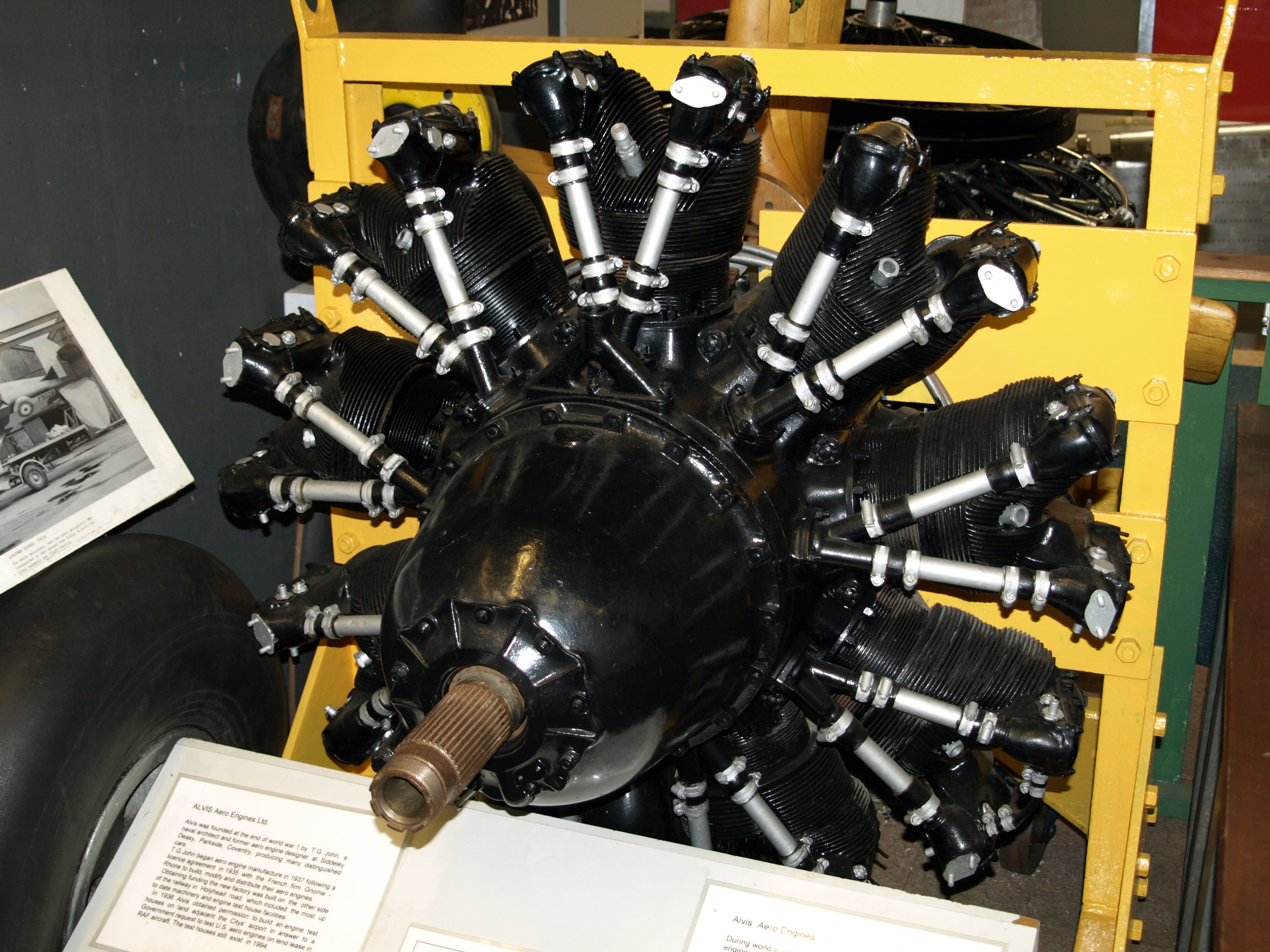
محرك ألفيس ليونيديس الشعاعي محفوظ في متحف ميدلاند الجوي.

### مواصفات عامة
- النوع: محرك طائرة شعاعي مكون من 9 أسطوانات ويُبرد بالهواء ومُزود بشاحن توربيني فائق.
- قطر الأسطوانة: 122 مم.
- الشوط: 112 مم.
- سعة المحرك: 11.8 لتر.
- القطر: 104 سم.
- الوزن الصافي: 370 كجم.

### المكونات
- سلسة صمامات: 2 صمام قفازي لكل أسطوانة، وصمام عادم مطلي بالصوديوم لتبريده.
- شاحن توربيني فائق: شاحن توربيني فائق طارد مركزي أحادي السرعة أحادي المرحلة.
- نظام الوقود: [نظام حقن أحادي الفتحة طراز هوبسون.
- نوع الوقود: بنزين طائرات ذو رقم أوكتان 115.
- نظام التزييت: حوض جاف
- نظام التبريد: تبريد بالهواء.

### الأداء
- القدرة الناتجة: 550 حصان (410 كيلو وات).